# Erik Satie
Éric Alfred Leslie Satie (thường ông hay ký tên là Erik Satie) (1866-1925) là nhà soạn nhạc người Pháp.

## Tiểu sử
Erik Satie học âm nhạc tại Nhạc viện Paris, đồng thời chơi đàn tại các tiệm cà phê ở Montmartre để kiếm sống. Từ năm 1905 đến năm 1908, Satie học thêm ở Vincent d'Indy và Albert Roussel.

## Phong cách sáng tác
Ngay từ những ngày đầu sáng tác, Erik Satie đã kịch liệt phản đối thói giáo điều, tính thủ cựu trong sáng tác, mở đường đến với chủ nghĩa ấn tượng trong âm nhạc. Về sau, Satie lại phản đối tính chất tinh tế của chủ nghĩa ấn tượng, chuyển sang ham thích những trào lưu của chủ nghĩa hiện đại, và sau cùng, ông đề xuất những yêu cầu về tính giản dị, rõ ràng, gần gũi với cuộc sống. Sư táo bạo trong sáng tác, những xu thế đổi mới, tính độc đáo, những suy luận độc lập của Satie đã có ảnh hưởng quan trọng đến những người gần gũi ông. Sau Chiến tranh thế giới thứ nhất, một nhóm nhà soạn nhạc trẻ tập hợp quanh ông, tạo thành Nhóm 6 người (Les Six). Sự gặp gỡ của Satie với Jean Cocteau năm 1915 đã dẫn đến sự ra đời của vở ballet Diễu hành, trong đó Satie sử dụng những tiết tấu của jazz, lối phối khí sử dụng cả máy đánh chữ, tiếng còi tàu, còi nhà máy. Satie đi trước nhiều xu thế tiền phong,. Âm nhạc của ông có giai điệu giản dị, đôi khi hơi cổ xưa, phối hợp dàn nhạc giao hưởng rất dè xẻn, ít các đoạn tutti.

## Sáng tác
Erik Satie đã sáng tác:
- 2 vở opera
- 3 vở ballet, tiêu biểu là Diễu hành (1915)
- Các tác phẩm cho dàn nhạc giao hưởng, trong đó có:

- 5 kiểu nhăn mặt (1914)
- Người đẹp lập dị (1920)
- Mixa của những người nghèo (1895)

- Socrate cho 4 giọng nữ cao và dàn nhạc nhỏ
- Các tác phẩm nhạc thính phòng
- Các ca khúc